# بطولة الدار البيضاء للتنس 2015
بطولة الدار البيضاء للتنس 2015 هي بطولة تنس للرجال تندرج ضمن قائمة بطولات رابطة محترفي التنس 250 نقطة و تقام في الدار البيضاء في المغرب من 6 إلى 12 أبريل 2015.